# 三穗草属
三穗草属（学名：Polytrias），也称单序草属，是禾本科下的一个属，为低矮、匍匐的草本植物。该属仅有一种，分布于亚洲大陆的南部向东南延及诸岛屿。

## 下属物种
- 单序草 Polytrias amaura (Buse) Kuntze